# Луколи
Лу̀коли (на италиански: Lucoli) е община в Южна Италия, провинция Акуила, регион Абруцо. Разположено е на 956 m надморска височина. Населението на общината е 1029 души (към 2010 г.).
Административен център на общината е село Колименто (Collimento).